# Courage for Two
Courage for Two er en amerikansk stumfilm fra 1919 af Dell Henderson.

## Medvirkende
- Carlyle Blackwell som Anthony Douglas / Calvin Douglas
- Evelyn Greeley som Marion Westervelt
- Rosina Henley som Olive Herrick
- George MacQuarrie
- Arda La Croix som Hubert